# Валтин, Матс
Матс Валтин (швед. Mats Waltin; 7 октября 1953, Стокгольм) — шведский хоккеист, защитник. Призёр Олимпийских игр и чемпионатов мира. После окончании карьеры перешёл на тренерскую работу.

## Биография
Начинал свою карьеру в клубе «Сёдертелье». С 1978 по 1984 год выступал за один из самых популярных клубов страны «Юргорден». Помимо выступлений в местном чемпионате, Валтин 5 лет отыграл в Швейцарии в командах «Лугано» и «Цуг». Долгое время входил в сборную Швеции.
После завершения карьеры хоккеиста, Валтин стал тренером. Он работал с клубами из Швеции, Швейцарии, Австрии и Норвегии. В разное время возглавлял национальные сборные Швейцарии и Словении. В 2002 году был ассистентом у Андерса Хедберга в сборной Швеции на зимних Олимпийских играх в Солт-Лейк Сити. После их окончания, Валтин занимал пост генерального менеджера сборной. Также он занимал аналогичную должность в «Юргордене».

## Награды и достижения

### Хоккеиста
- Бронзовый призёр Олимпийских игр (1980, 1984)

- Серебряный призёр чемпионата мира и Европы  (1977, 1981)
- Бронзовый призер чемпионата мира и Европы (1975, 1979)
- Бронзовый призёр чемпионата мира ( 1976)
- Серебряный призёр чемпионата Европы (1976,  1982)
- Бронзовый призёр чемпионата Европы (1978, 1983)
- Финалист Кубка Канады (1984)
- Чемпион Швеции (1983, 1990)
- Чемпион Швейцарии (1986, 1987)

### Тренера
- Чемпион Швеции (2000, 2001)